# Vercel-Villedieu-le-Camp
Vercel-Villedieu-le-Camp est une commune française située dans le département du Doubs, la région culturelle et historique de Franche-Comté et la région administrative Bourgogne-Franche-Comté.
Les habitants de Vercel-Villedieu-le-Camp sont appelés les Vercellois et Vercelloises.

## Géographie

### Toponymie
Vercellis en 1148 ; Verceas en 1173 ; Verceaul en 1190 ; Vercex en 1285 ; Vercex en 1309 ; Vercelx en 1318 ; Vercey en 1325 ; Verceix en 1371 ; Verceaulx en 1395 ; Vercel en 1497 ; Vercel-Villedieu-le-Camp depuis 1962, après rattachement du territoire de Villedieu-le-Camp.
Villedieu-le-Camp : Villa Dei en 1283 ; La Vile en Varet ou en Varas en 1285 ; Villa Dei de Varesco en 1288 ; La Ville Deu devant Vercex en 1295 ; La Villedieu en Varais  au XIVe siècle ; La Villedieu en 1579 ; Villedieu-lez-Vercel au XVIIe siècle ; Villedieu-le-Camp depuis 1923.

### Climat
Pour des articles plus généraux, voir Climat de la Bourgogne-Franche-Comté et Climat du Doubs.
En 2010, le climat de la commune est de type climat de montagne, selon une étude du Centre national de la recherche scientifique s'appuyant sur une série de données couvrant la période 1971-2000. En 2020, Météo-France publie une typologie des climats de la France métropolitaine dans laquelle la commune est dans une zone de transition entre le climat semi-continental et le climat de montagne et est dans la région climatique  Jura, caractérisée par une forte pluviométrie en toutes saisons (1 000 à 1 500 mm/an), des hivers rigoureux et un ensoleillement médiocre. 
Pour la période 1971-2000, la température annuelle moyenne est de 8,4 °C, avec une amplitude thermique annuelle de 16,7 °C. Le cumul annuel moyen de précipitations est de 1 343 mm, avec 13,8 jours de précipitations en janvier et 10,7 jours en juillet. Pour la période 1991-2020, la température moyenne annuelle observée sur la station météorologique de Météo-France la plus proche, « Adam-lès-Vercel », sur la commune d'Adam-lès-Vercel à 2 km à vol d'oiseau, est de 9,8 °C et le cumul annuel moyen de précipitations est de 1 510,7 mm. 
La température maximale relevée sur cette station est de 38,4 °C, atteinte le 24 juillet 2019 ; la température minimale est de −22,9 °C, atteinte le 2 mars 2005,,. 
Les paramètres climatiques de la commune ont été estimés pour le milieu du siècle (2041-2070) selon différents scénarios d'émission de gaz à effet de serre à partir des nouvelles projections climatiques de référence DRIAS-2020. Ils sont consultables sur un site dédié publié par Météo-France en novembre 2022.

## Urbanisme

### Typologie
Au 1er janvier 2024, Vercel-Villedieu-le-Camp est catégorisée bourg rural, selon la nouvelle grille communale de densité à 7 niveaux définie par l'Insee en 2022.
Elle est située hors unité urbaine. Par ailleurs la commune fait partie de l'aire d'attraction de Valdahon, dont elle est une commune du pôle principal,. Cette aire, qui regroupe 22 communes, est catégorisée dans les aires de moins de 50 000 habitants,.

### Occupation des sols
L'occupation des sols de la commune, telle qu'elle ressort de la base de données européenne d’occupation biophysique des sols Corine Land Cover (CLC), est marquée par l'importance des forêts et milieux semi-naturels (64,7 % en 2018), une proportion identique à celle de 1990 (64,7 %). La répartition détaillée en 2018 est la suivante : 
forêts (57,8 %), prairies (17,3 %), zones agricoles hétérogènes (12,4 %), milieux à végétation arbustive et/ou herbacée (7 %), zones urbanisées (3,8 %), terres arables (1,7 %). L'évolution de l’occupation des sols de la commune et de ses infrastructures peut être observée sur les différentes représentations cartographiques du territoire : la carte de Cassini (XVIIIe siècle), la carte d'état-major (1820-1866) et les cartes ou photos aériennes de l'IGN pour la période actuelle (1950 à aujourd'hui).

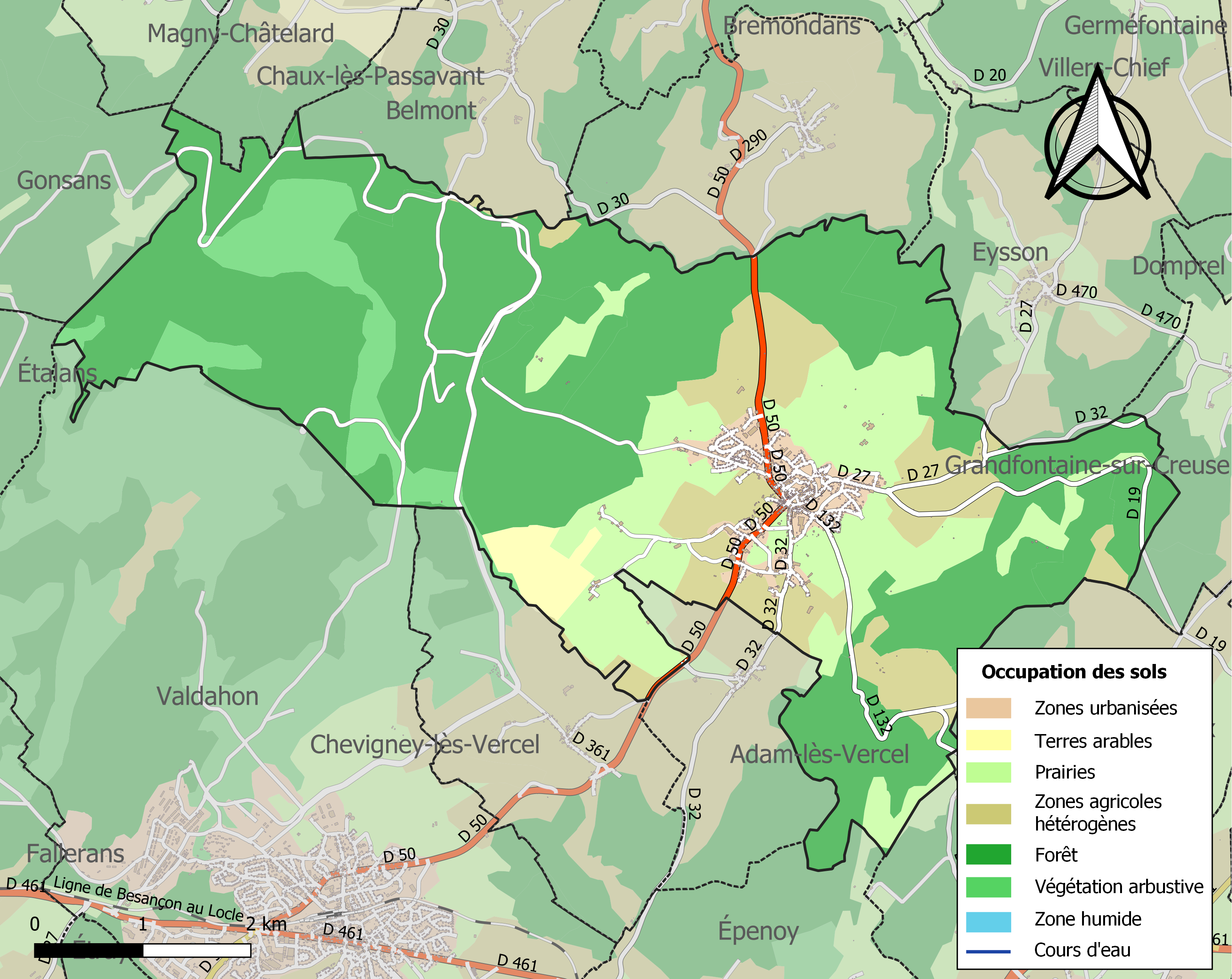
Carte des infrastructures et de l'occupation des sols de la commune en 2018 (CLC).

## Histoire
Sources : Les mémoires historique de la république Sequanoise et La Franche-Comté au temps des Archiducs Albert et Isabelle.
La commune de Vercel absorbe celle de Goux en 1818.

### Villedieu-le-Camp[14]: la mort du village
Tout a commencé par la demande de l'armée à la municipalité de Valdahon en 1900. Il s'agissait de permettre l'implantation d'un champ de tir en bordure de la forêt du Grosbois. En 1904, il fut question en plus d'un camp d'instruction qui sera inauguré le 15 juin 1907. Avec l'argent de l'expropriation des quatre fermes, la commune acheta le 8 octobre 1907 75 hectares de la forêt du Chanois pour 310 000 francs. La nécessité d'agrandir encore le camp du Valdahon sera fatale à La Villedieu.  Un premier décret d'expulsion de tout le village fut pris par le 18 mars 1914 par président de la République Raymond Poincaré, mais l'effet en sera suspendu par la guerre. Le 7 mai 1924 parut un deuxième décret d'expulsion, celui-ci prit effet les 3, 4 et 5 novembre 1925. Le village cessait de vivre. L'indemnisation des particuliers ne fut même pas à la mesure de leur sacrifice. Les familles se dispersèrent dans la région où elles purent trouver à acheter ou à louer d'autres fermes.
La commune de Vercel absorbe en 1962 celle de Villedieu-le-Camp [évacuée depuis le 1er juin 1926, en instance de suppression].

### Les Templiers et les Hospitaliers
Au Moyen Âge, Villedieu-le-Camp s'appelait La Villedieu-en-Varais puis Villedieu-lès-Vercel et était une commanderie de l'ordre de Saint-Jean de Jérusalem au sein du grand prieuré d'Auvergne,. Il n'est par ailleurs jamais fait mention de l'église mais du Temple de La Villedieu, ce qui laisse supposer une origine templière et ce nom était encore porté par l'église en 1850. Elle se comportait comme une seigneurie ordinaire et possédait des terres dans les villages des environs. Plus tard elle fera partie du fief des comtes de Neuchâtel-Urtière. En 1282, Regnaudin et Rolin de Vercel participent à une expédition en provence avec plusieurs membres des familles nobles du Comté de Bourgogne. En 1349 et 1353 Hugues de Vercel est cité comme bailli d'Amont. Pendant les guerres de la fin du XVe siècle le village aurait été incendiée. Dans ce même siècle Pierre, seigneur de Vercel et de Goux, a été reçu dans la confrérie de Saint-Georges en 1449 ainsi qu'Huguenin de Vercel en 1451 et Louis de Vercel en 1512. En 1475, Jean IV de Rupt, sans enfants, chevalier, sire de Rupt et d'Autricourt, conseiller et chambellan du duc de Bourgogne, bailli d'Amont, instituait héritier Jean de Goux, son neveu, de la totalité de ses biens et lui léguait les armes de Rupt.

### Héraldique
|  | Les armes de la commune se blasonnent ainsi : D’or au taureau de gueules. |

## Politique et administration
| Période                                  | Période   | Identité                   | Étiquette | Qualité                                                       |
| ---------------------------------------- | --------- | -------------------------- | --------- | ------------------------------------------------------------- |
| mars 1977                                | mars 2001 | Georges Gruillot           | RPR-UMP   | Sénateur (1988-2008) Président du Conseil général (1982-1999) |
| mars 2001                                | mai 2020  | Albert Grosperrin          | UMP-LR    | Retraité Président de la Communauté de communes               |
| mai 2020                                 | En cours  | Christain Vermot-Desroches |           |                                                               |
| Les données manquantes sont à compléter. |           |                            |           |                                                               |

## Démographie
L'évolution du nombre d'habitants est connue à travers les recensements de la population effectués dans la commune depuis 1793. Pour les communes de moins de 10 000 habitants, une enquête de recensement portant sur toute la population est réalisée tous les cinq ans, les populations de référence des années intermédiaires étant quant à elles estimées par interpolation ou extrapolation. Pour la commune, le premier recensement exhaustif entrant dans le cadre du nouveau dispositif a été réalisé en 2008.

En 2022, la commune comptait 1 732 habitants, en évolution de +10,6 % par rapport à 2016 (Doubs : +1,88 %, France hors Mayotte : +2,11 %).
| 1793  | 1800  | 1806 | 1821  | 1831  | 1836  | 1841  | 1846  | 1851  |
| ----- | ----- | ---- | ----- | ----- | ----- | ----- | ----- | ----- |
| 1 040 | 1 044 | 960  | 1 249 | 1 210 | 1 245 | 1 259 | 1 278 | 1 338 |

| 1856  | 1861  | 1866  | 1872  | 1876  | 1881  | 1886  | 1891  | 1896  |
| ----- | ----- | ----- | ----- | ----- | ----- | ----- | ----- | ----- |
| 1 211 | 1 191 | 1 228 | 1 156 | 1 230 | 1 205 | 1 238 | 1 219 | 1 237 |

| 1901  | 1906  | 1911  | 1921 | 1926 | 1931 | 1936 | 1946 | 1954 |
| ----- | ----- | ----- | ---- | ---- | ---- | ---- | ---- | ---- |
| 1 235 | 1 235 | 1 200 | 964  | 998  | 940  | 960  | 909  | 873  |

| 1962 | 1968 | 1975  | 1982  | 1990  | 1999  | 2006  | 2008  | 2013  |
| ---- | ---- | ----- | ----- | ----- | ----- | ----- | ----- | ----- |
| 845  | 975  | 1 041 | 1 068 | 1 088 | 1 213 | 1 391 | 1 436 | 1 509 |

| 2018  | 2022  | - | - | - | - | - | - | - |
| ----- | ----- | - | - | - | - | - | - | - |
| 1 616 | 1 732 | - | - | - | - | - | - | - |

## Lieux et monuments
- L'Église Sainte-Agathe - Agathe de Catane ou Agathe de Sicile, vierge et martyre morte en 251 à peu près à vingt ans, est fêtée le 5 février. Ayant refusé les avances du proconsul, il la fit jeter en prison et torturer. Guérie par l'apôtre Pierre qui vint la visiter, elle périt néanmoins et son décès fut accompagné d'un tremblement de terre. Représentée avec des cisailles, des tenailles, les seins sur un plateau, elle est invoquée contre les incendies, les tremblements de terre, les catastrophes naturelles et la stérilité -. L'église date du XVIIe siècle et est inscrite aux monuments historiques en 1941.
- La chapelle Notre-Dame des Malades[26] située dans une petite clairière à 2,5 km à l'est du village construite au XVIe siècle par François de Peloux, chambellan de Charles Quint et seigneur de Vercel.

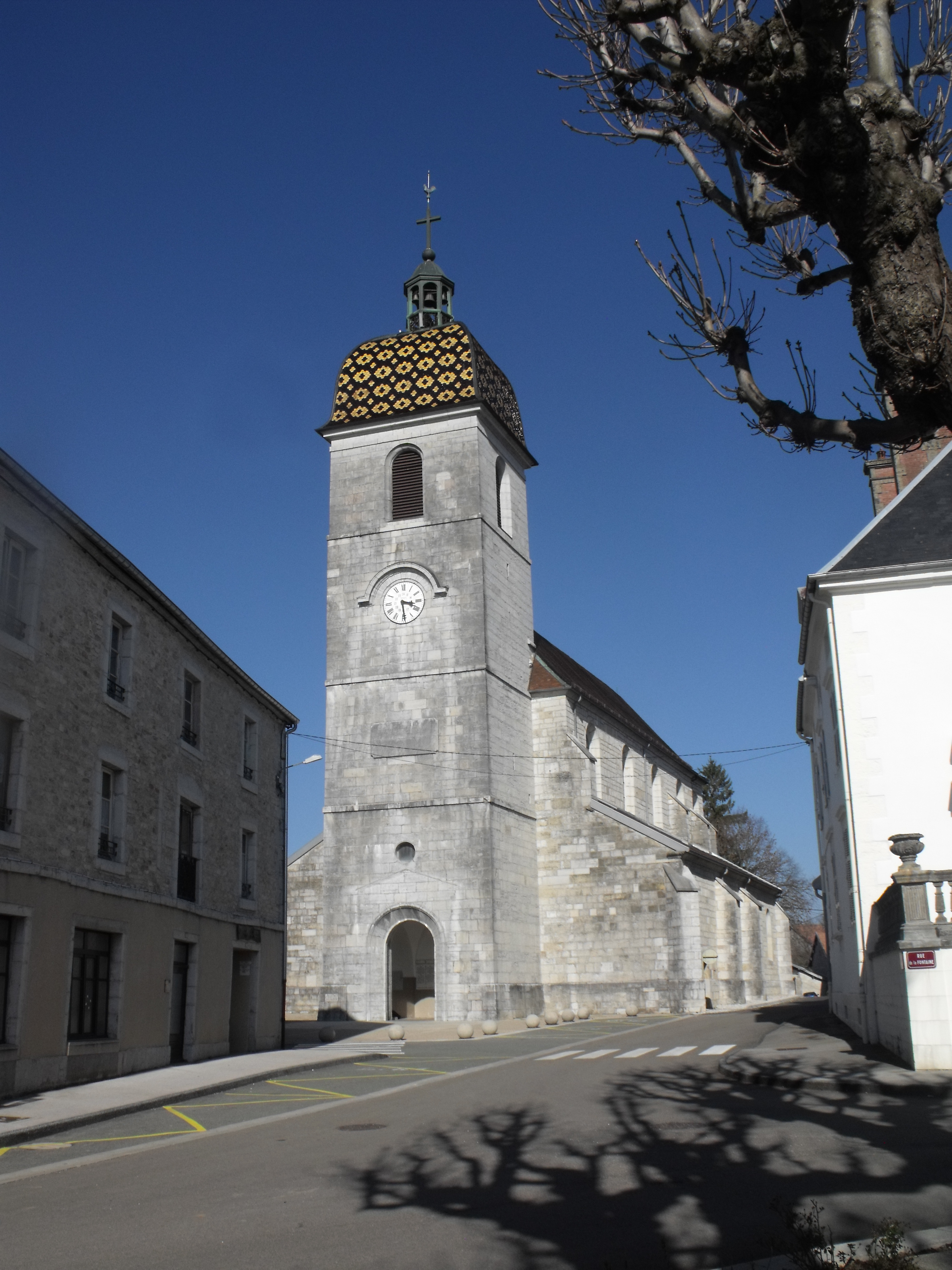
Église Sainte-Agathe.
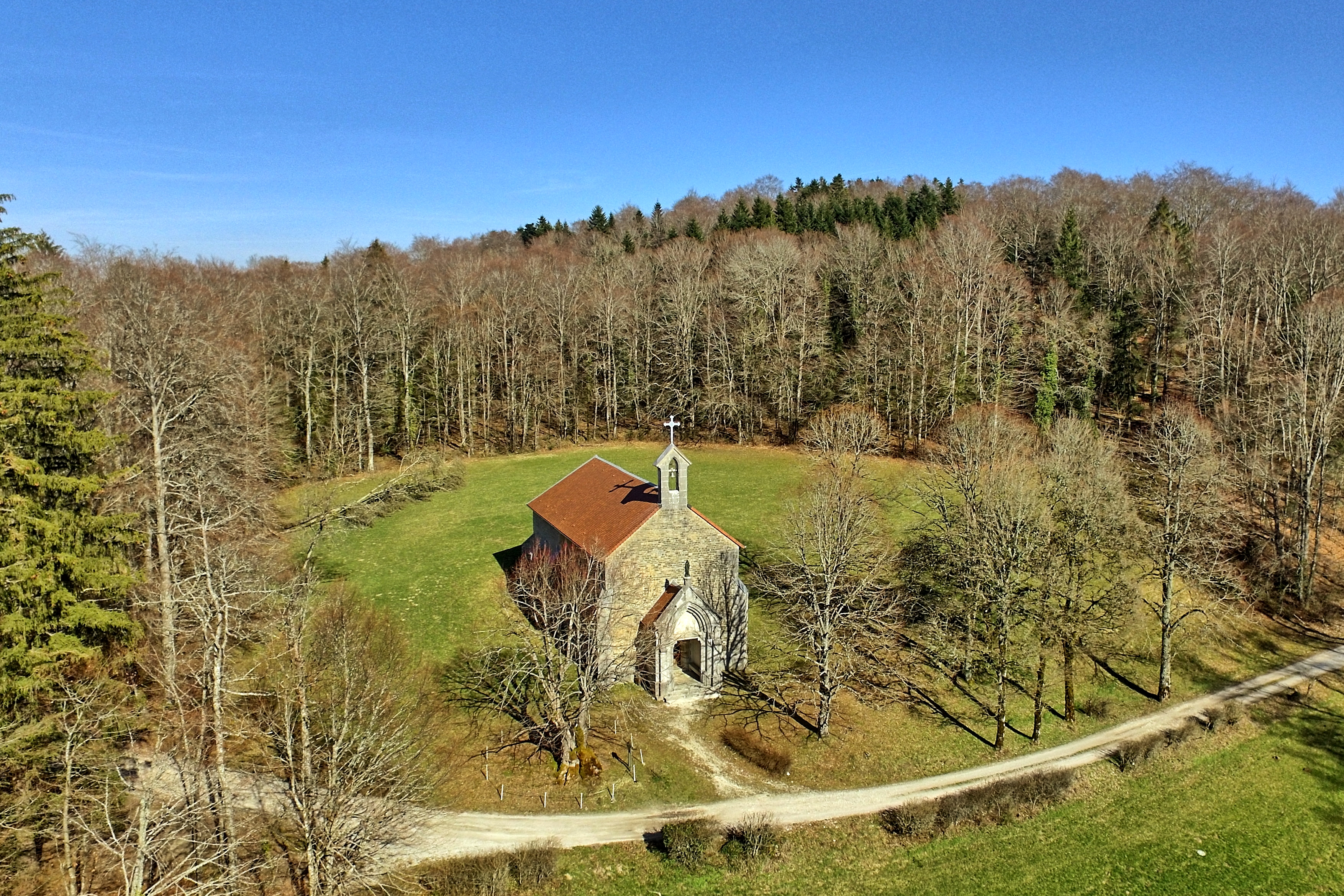
La chapelle Notre-Dame des Malades.

- La mairie : construite en 1830.
- Les fontaines.

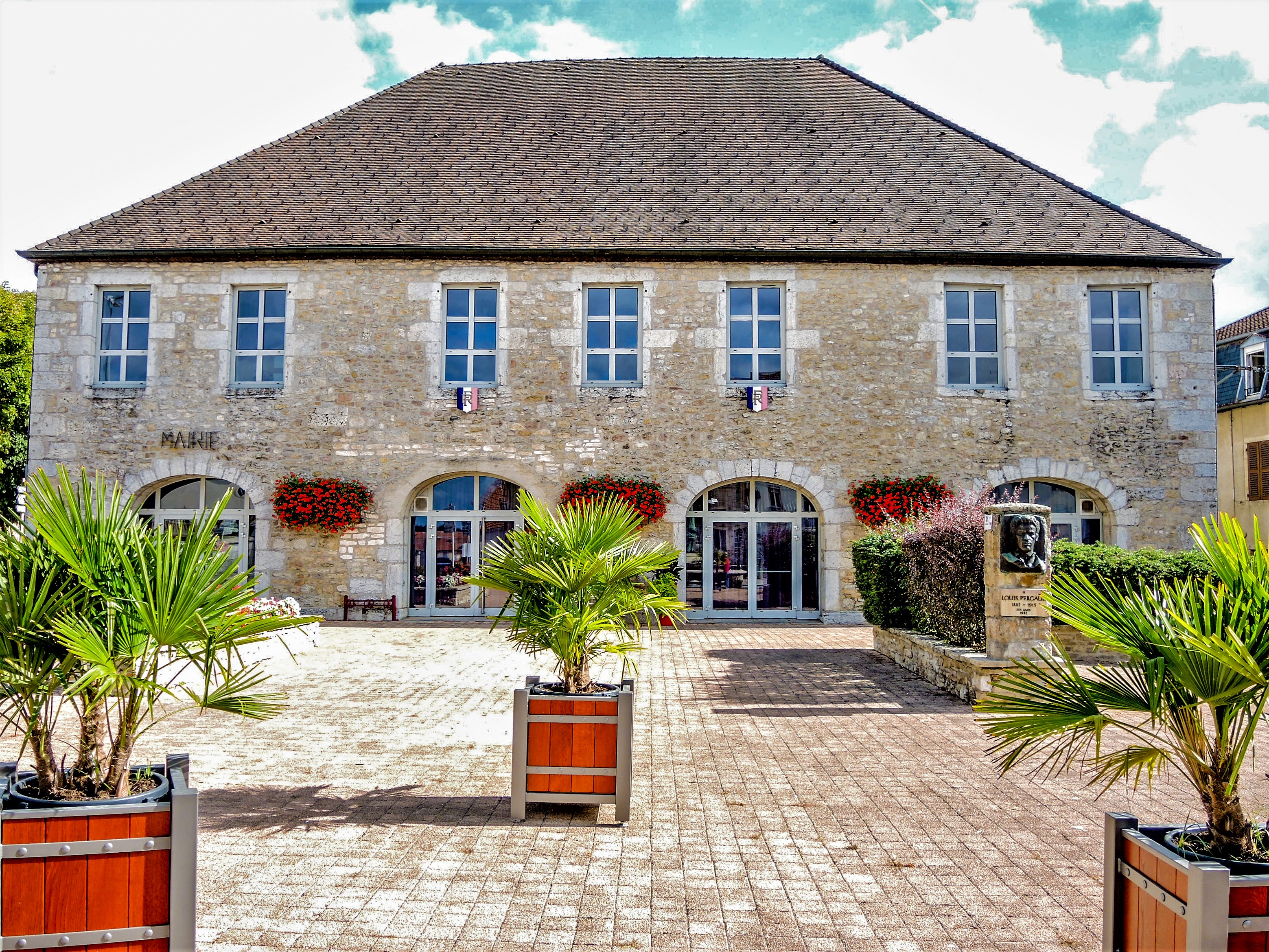
La mairie.
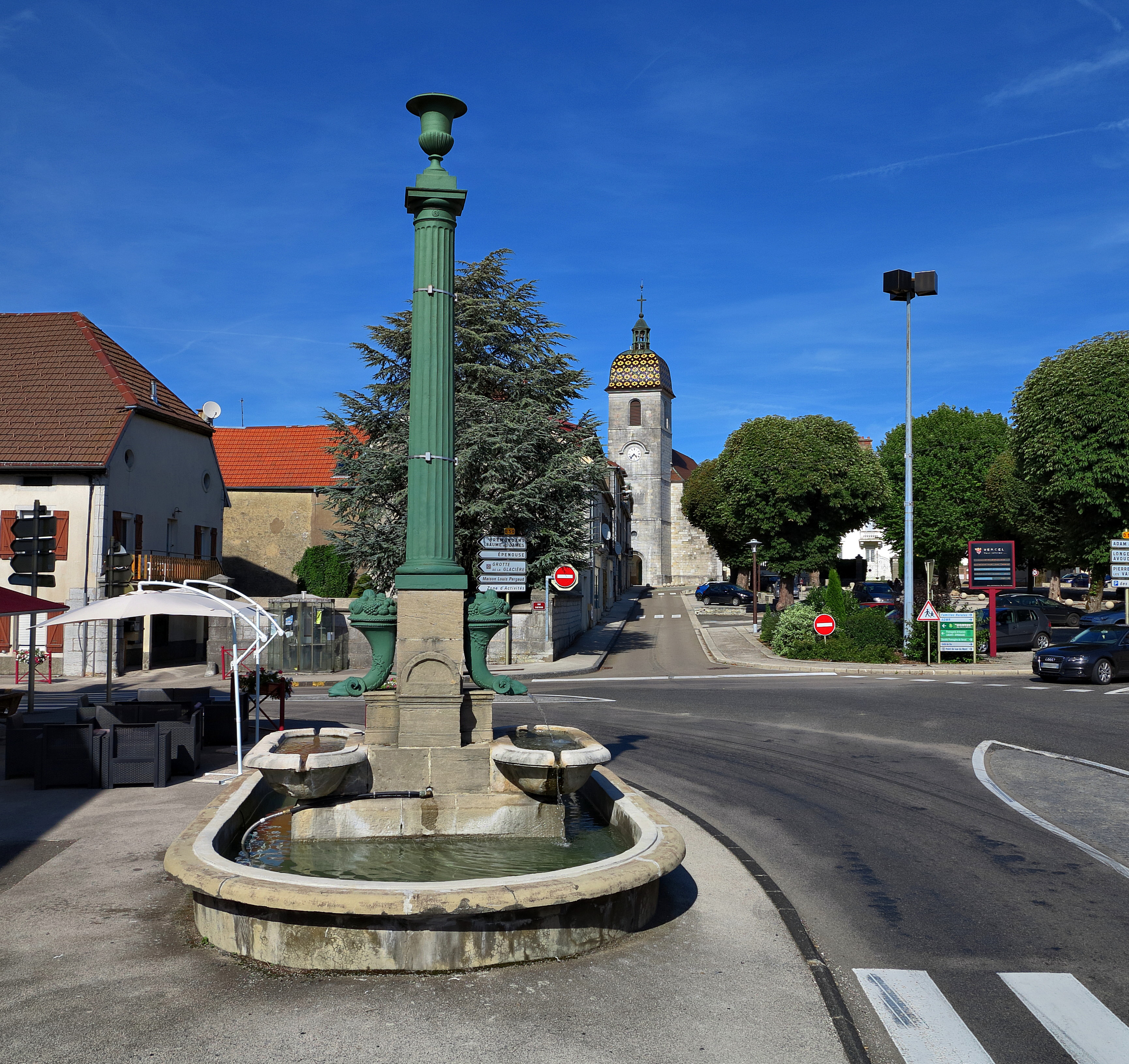
La fontaine centrale.
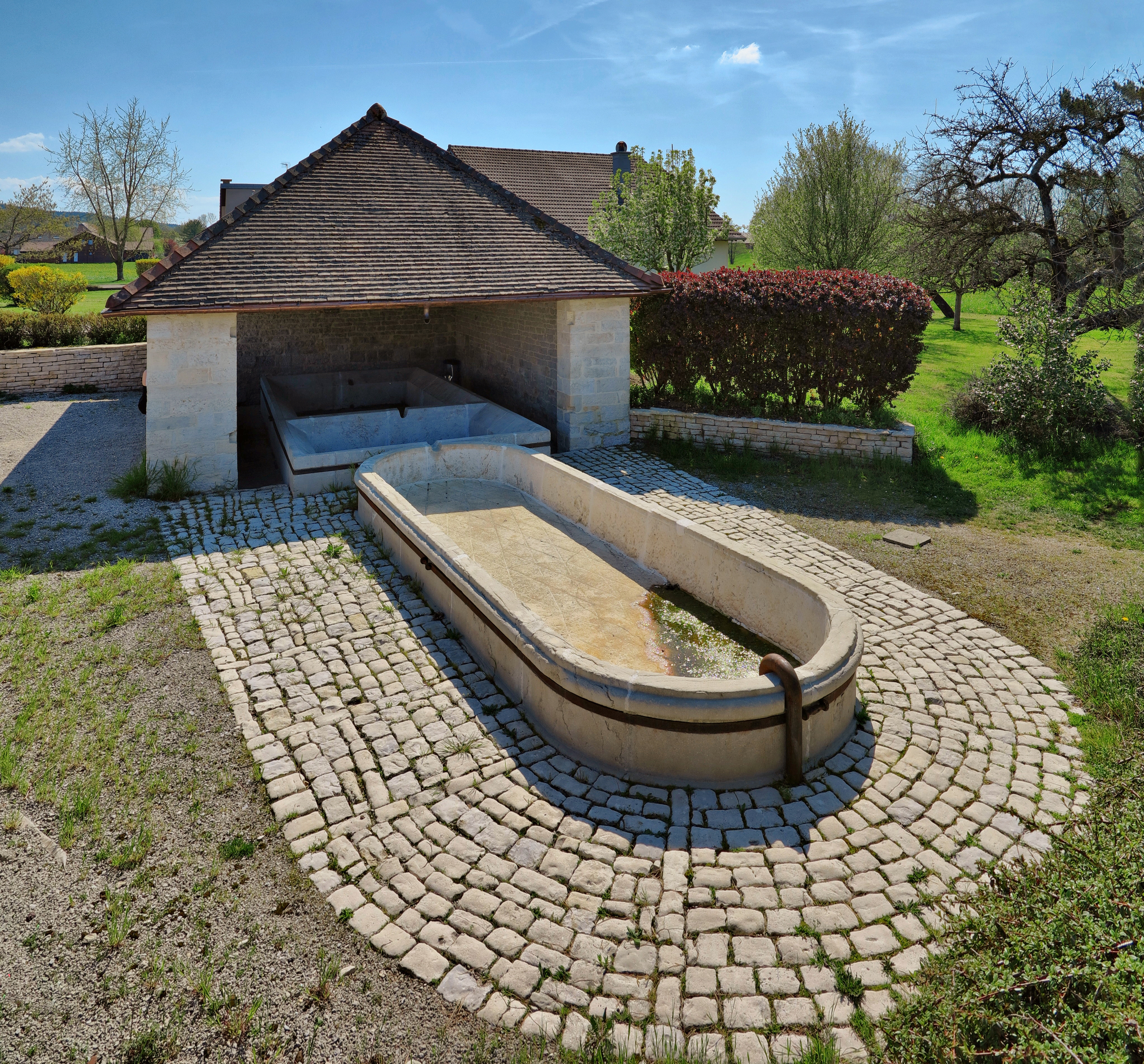
Le lavoir-abreuvoir.
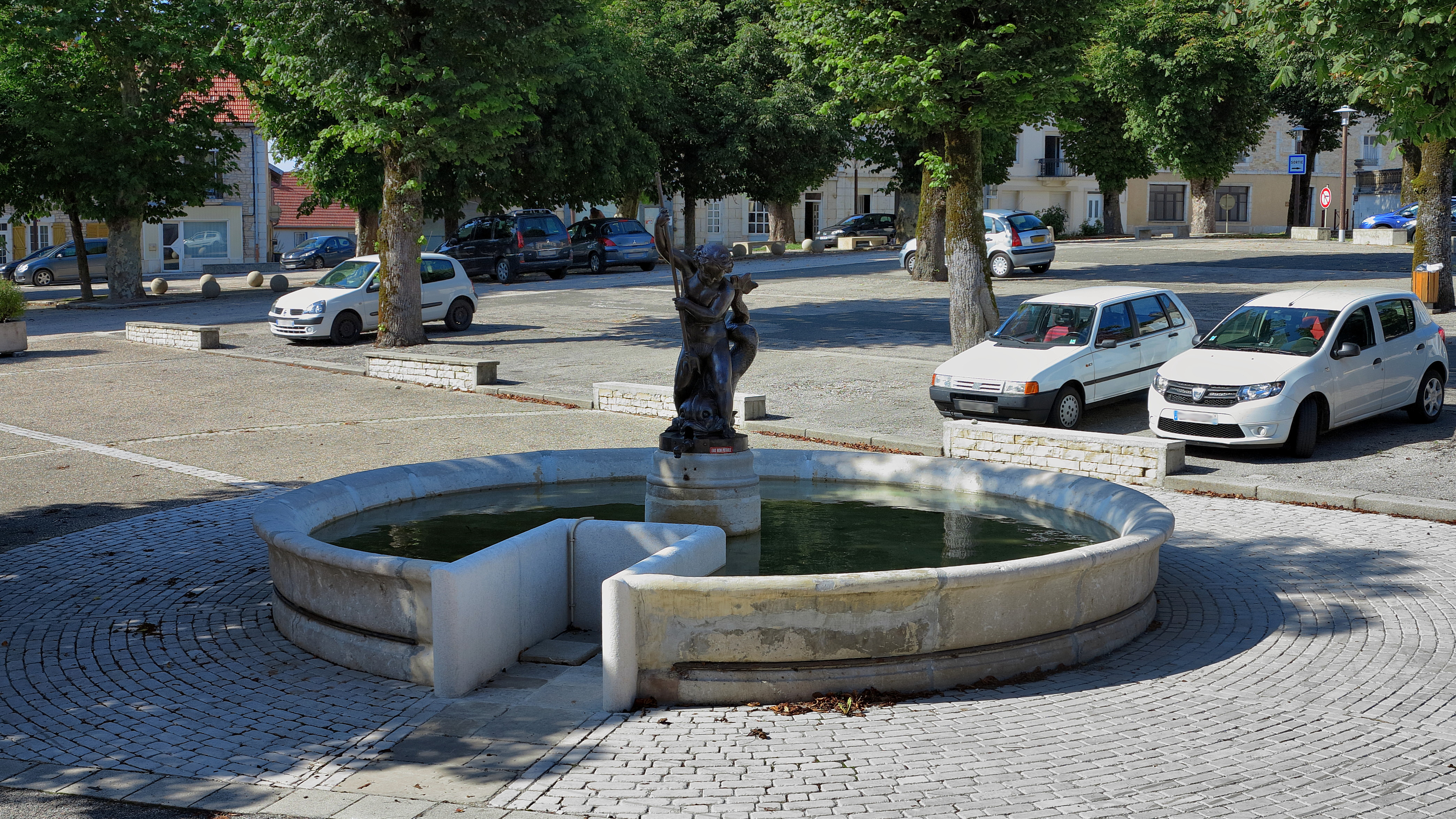
La fontaine Neptune.
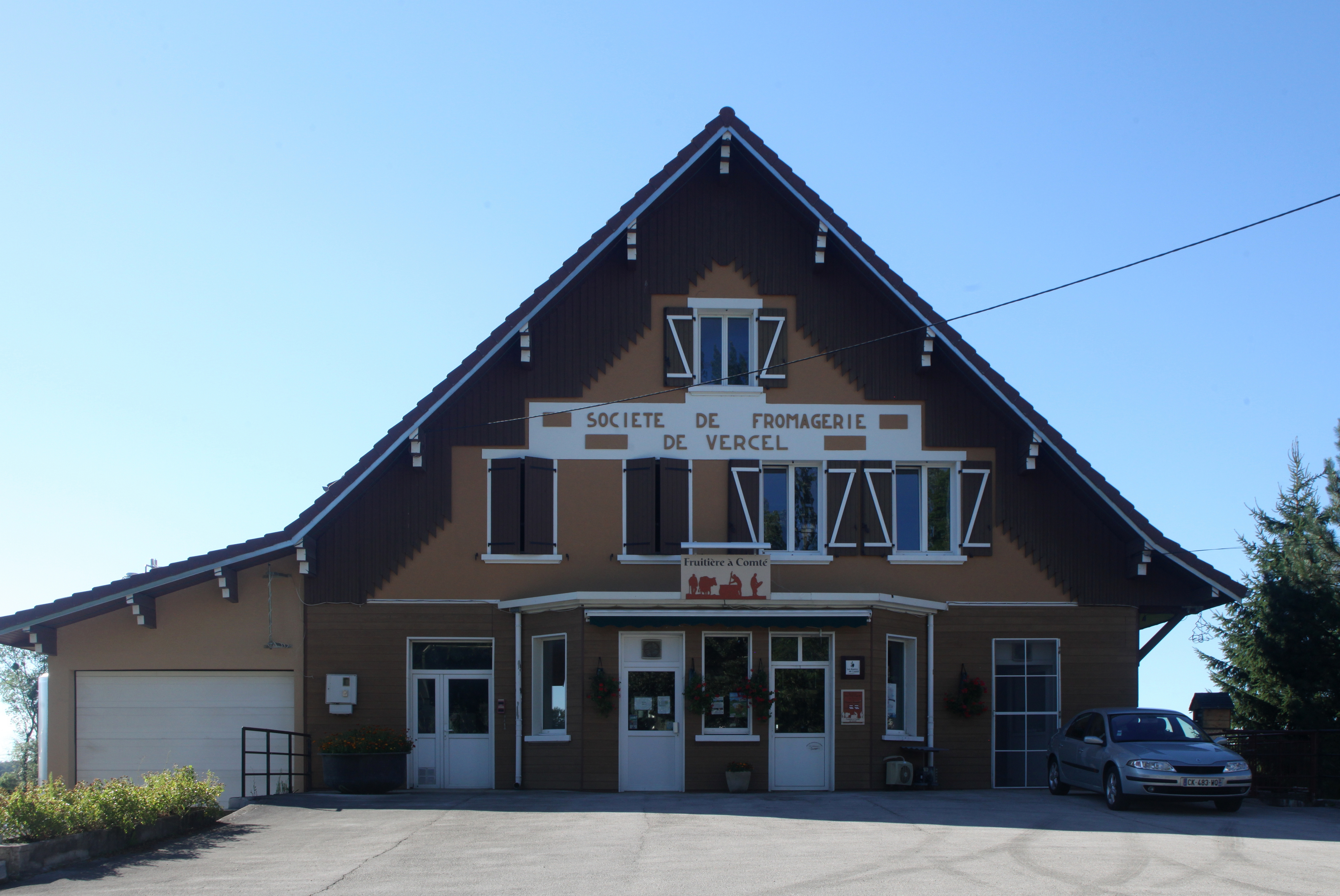
Fruitière.
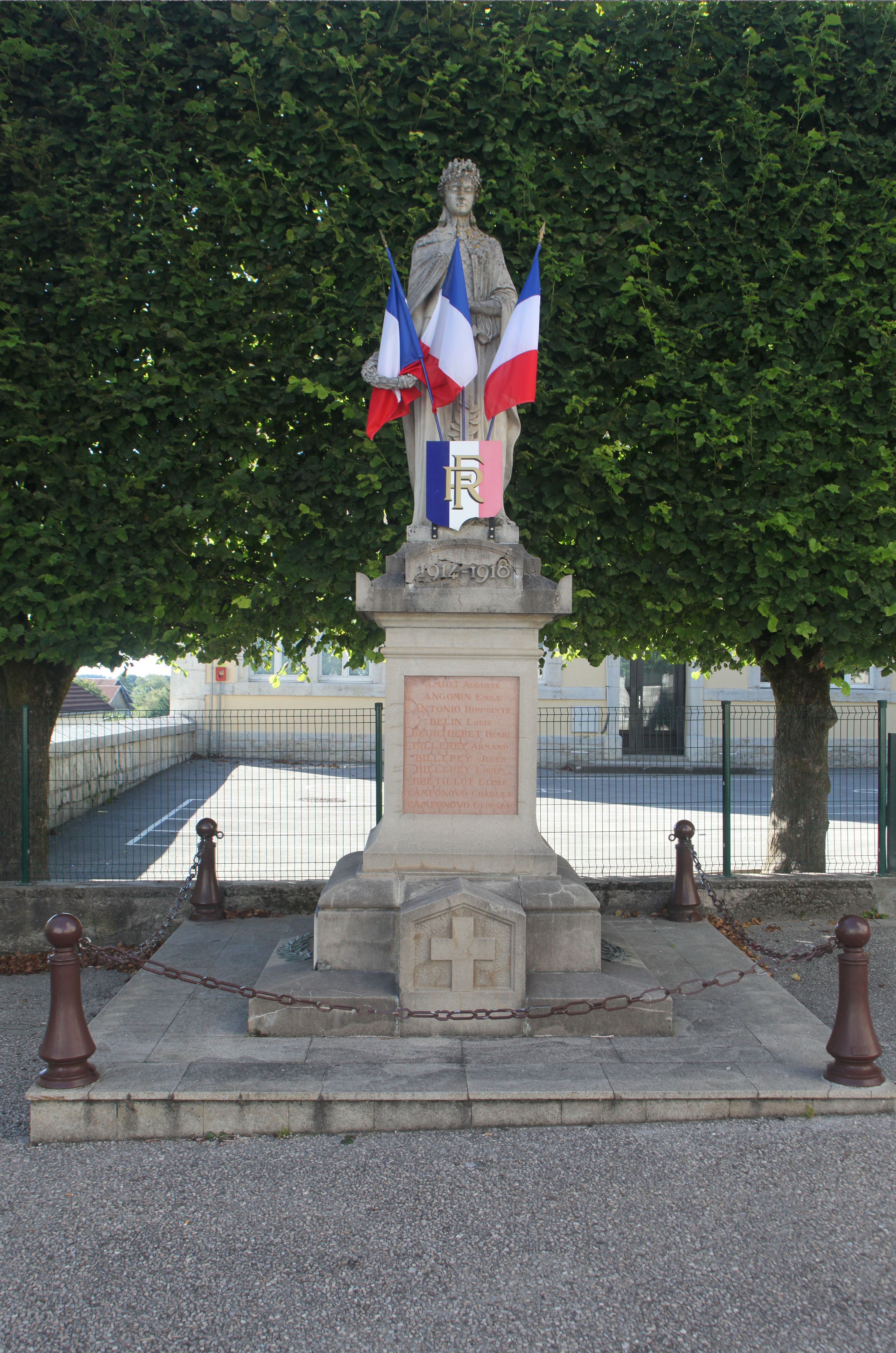
Monument aux morts.

## Personnalités liées à la commune
- Gérard de Vercel (1480-1544) Poète et philologue de la renaissance, né à Vercel
- Pierre Matthieu (Pesmes le 10 décembre 1553 - Toulouse le 12 octobre 1621).  Fils du célèbre recteur des écoles de Vercel Pierre Mathieu, il succéda d'abord à son père[1].